# Ludgate Circus
Ludgate Circus è un incrocio stradale nella City di Londra, all'incrocio tra Farringdon Street e New Bridge Street (la A201, che conduce al Blackfriars Bridge) con Fleet Street e Ludgate Hill. La Cattedrale di San Paolo è vicina.

## Storia
Storicamente il principale collegamento tra le città di Londra e Westminster, Ludgate Circus è situato lungo il corso del fiume Fleet, il più grande dei fiumi sotterranei di Londra. La piazza circolare di Ludgate Circus fu costruita tra il 1864 e il 1875. L'Haytor Granite di Dartmoor, nel sud del Devon, fu utilizzato nella costruzione della piazza, trasportata attraverso la linea tranviaria del Haytor Granite.